# 표제어 추출
표제어 추출(Lemmatization)은 언어학에서 단어의 변형 형태를 그룹화하여 단어의 기본형 또는 사전 형태로 식별되는 단일 항목으로 분석할 수 있도록 하는 프로세스이다.
전산언어학에서 표제어 추출은 단어의 의도된 의미를 기반으로 단어의 기본정리를 결정하는 알고리즘 프로세스이다. 어간 추출과 달리 표제어 추출은 문장에서 의도된 품사와 단어의 의미를 올바르게 식별하는 것뿐 아니라 해당 문장을 둘러싼 더 큰 맥락(예: 인접 문장 또는 전체 문서) 내에서도 이를 정확하게 식별하는 데 달려 있다. 결과적으로 효율적인 표제어 알고리즘을 개발하는 것은 공개된 연구 영역이다.

## 알고리즘
표제어 추출을 수행하는 간단한 방법은 간단한 사전 조회를 이용하는 것이다. 이는 간단한 활용형에 잘 작동하지만, 긴 합성어를 사용하는 언어와 같은 다른 경우에는 규칙 기반 시스템이 필요하다. 이러한 규칙은 직접 작성하거나 주석이 달린 말뭉치에서 자동으로 학습할 수 있다.